# Bến Cát
Bến Cát – dystrykt w południowym Wietnamie w prowincji Bình Dương. Powierzchnia dystryktu wynosi 588 km², a liczba ludności w 2004 roku wynosiła 119 138 mieszkańców. Ośrodkiem administracyjnym dystryktu jest Mỹ Phước.